# Günther Happich
Günther Happich (28. ledna 1952 Vídeň – 16. října 1995 Vídeň) byl rakouský fotbalista, záložník. Zemřel 16. října 1995 ve věku 43 let na infarkt myokardu.

## Fotbalová kariéra
V rakouské bundeslize hrál za Wiener Sport-Club, SK Rapid Wien a First Vienna FC 1894. V Poháru UEFA nastoupil ve 2 utkáních. Za reprezentaci Rakouska nastoupil v roce 1978 v 5 utkáních. Byl členem reprezentace na Mistrovství světa ve fotbale 1978, nastoupil v utkání proti Brazílii.

## Ligová bilance
| Ročník                                | Zápasy | Góly | Klub                 |
| ------------------------------------- | ------ | ---- | -------------------- |
| Rakouská fotbalová Bundesliga 1970/71 | 3      | 0    | Wiener Sport-Club    |
| Rakouská fotbalová Bundesliga 1971/72 | 15     | 0    | Wiener Sport-Club    |
| Rakouská fotbalová Bundesliga 1972/73 | 15     | 0    | Wiener Sport-Club    |
| Rakouská fotbalová Bundesliga 1973/74 | 25     | 1    | Wiener Sport-Club    |
| Rakouská Erste Liga 1974/75           | -      | -    | Wiener Sport-Club    |
| Rakouská Erste Liga 1975/76           | -      | -    | Wiener Sport-Club    |
| Rakouská Erste Liga 1976/77           | -      | -    | Wiener Sport-Club    |
| Rakouská fotbalová Bundesliga 1977/78 | 34     | 0    | Wiener Sport-Club    |
| Rakouská fotbalová Bundesliga 1978/79 | 35     | 6    | SK Rapid Wien        |
| Rakouská fotbalová Bundesliga 1979/80 | 16     | 1    | SK Rapid Wien        |
| Rakouská fotbalová Bundesliga 1980/81 | -      | -    | Wiener Sport-Club    |
| Rakouská fotbalová Bundesliga 1981/82 | 8      | 1    | Wiener Sport-Club    |
| Rakouská fotbalová Bundesliga 1982/83 | 28     | 0    | Wiener Sport-Club    |
| Rakouská fotbalová Bundesliga 1983/84 | -      | -    | Wiener Sport-Club    |
| Rakouská fotbalová Bundesliga 1984/85 | 21     | 2    | First Vienna FC 1894 |
| CELKEM 1. rakouská liga               | -      | -    |                      |